# اورویکا
اورویکا (به صربی: Orovica) یک کوه در صربستان است که در central Serbia واقع شده‌است. اورویکا ۸۵۶ متر بالاتر از سطح دریا واقع شده‌است.